# Schlacht bei Solachon
Mesiche – Edessa – Satala – Maranga – Dara – Melitene – Solachon – Jerusalem – Konstantinopel – Ninive
Die Schlacht bei Solachon wurde 586 zwischen dem oströmischen Feldherren Philippikos, Schwager des damaligen Kaisers Maurikios, und dem sassanidischen Feldherren Kardarigan nahe der Festung Dara ausgefochten. Sie markierte einen Sieg des oströmischen Reiches gegen die Sassaniden in der langen Reihe der Kriege, welche die beiden spätantiken Großmächte gegeneinander ausfochten, brachte jedoch keine Entscheidung.

## Verlauf
572 war erneut ein Krieg zwischen Römern und sassanidischen Persern ausgebrochen. Nach anfänglichen Erfolgen der Perser, die mit der Eroberung von Dara 573 ihren Höhepunkt und mit der Schlacht bei Melitene 575 (oder 576) ihr Ende fanden, war der Krieg festgefahren und wurde immer wieder durch Friedensverhandlungen unterbrochen. 585 wurde für Ostrom die Lage auf dem Balkan so kritisch, dass der persische Großkönig Hormizd IV. hoffte, mit einem Friedensangebot die Oströmer zur Preisgabe Armeniens zu bewegen. Maurikios lehnte das Friedensangebot ab, doch während die Awaren die römischen Festungen des Donaulimes aufrollten, hofften die Perser weiterhin auf ein Einlenken.
Nach vergeblichen Friedensverhandlungen in Amida während des Frühjahrs 586 stieß der magister militum Philippikos mit seinem Heer zum Tur-Abdin-Gebirge vor und sperrte bei Bibas die Übergänge über den Arzamon-Fluss. Kardarigan näherte sich den Oströmern vom Wadi Dara aus. Doch statt, wie von Kardarigan erwartet, auszuweichen, stellte sich Philippikos in der Ebene von Solachon zur Schlacht. Offensichtlich überraschte er hierdurch die Perser und schlug sie in die Flucht. Mehr als tausend Perser sollen sich ergeben haben, während die persische Garnison in Dara sich geweigert haben soll, versprengte persische Einheiten aufzunehmen. Auf oströmischer Seite schrieb man den Erfolg der Frömmigkeit der Soldaten und der örtlichen christlichen Gemeinden zu, die vor der Schlacht tagelang für den Sieg beteten. Es dürften jedoch eher mangelhafte Gefechtsaufklärung auf persischer Seite und das hieraus resultierende Überraschungsmoment ausschlaggebend gewesen sein. Über die Schlacht berichtet Theophylaktos Simokates im zweiten Buch seiner Historien.
Anschließende Misserfolge von Herakleios dem Älteren und Philippikos verhinderten die Ausnutzung dieses Erfolges durch die Römer. Wie bedeutend der römische Sieg tatsächlich war, lässt sich kaum einschätzen; er verbesserte aber jedenfalls die Moral der kaiserlichen Truppen und vergrößerte die Unzufriedenheit der persischen Soldaten mit ihrem König Hormizd IV., der dann 590 gestürzt werden sollte.